# آب‌انبار بهاباد
آب‌انبار بهاباد مربوط به اواخر دوره قاجار است و در شهرستان گناباد، بخش مرکزی، روستای بهاباد واقع شده و این اثر در تاریخ ۱۹ مرداد ۱۳۸۴ با شمارهٔ ثبت ۱۲۹۲۱ به‌عنوان یکی از آثار ملی ایران به ثبت رسیده است.